# Королевские силы обороны Антигуа и Барбуды

380X Defender Береговой охраны Антигуа и Барбуды на совместных учениях "Tradewinds 2013"

Королевские силы обороны Антигуа и Барбуды (англ. Royal Antigua and Barbuda Defence Force) — государственная военная организация Антигуа и Барбуды, в задачи которой входят «защита территориальной целостности и суверенитета Антигуа и Барбуды, включая помощь гражданской власти, защита рыболовства, пресечение оборота наркотиков, операции по оказанию гуманитарной помощи и содействие региональному миру».

## Состав вооружённых сил
- Армия:
  - Штаб первого пехотного полка;
  - 1-й полк Антигуа и Барбуды[7] (пехотный батальон из трёх рот, две из которых номинальные, резервные);
  - Обслуживающий батальон[8];
- Береговая охрана[9];
- Воздушное крыло;
- Национальный кадетский корпус[10].

## Вооружение и военная техника
| Изображение      | Тип                | Производство     | Назначение                     | Количество       | Примечания       |
| Береговая охрана | Береговая охрана   | Береговая охрана | Береговая охрана               | Береговая охрана | Береговая охрана |
| ---------------- | ------------------ | ---------------- | ------------------------------ | ---------------- | ---------------- |
|                  | Dauntless          | США              | Патрульный катер               | 1                |                  |
|                  | Swift              | США              | Патрульный катер               | 1                |                  |
| Воздушное крыло  |                    |                  |                                |                  |                  |
|                  | Piper PA-31 Navajo | США              | Лёгкий вспомогательный самолёт | 1                |                  |
|                  | BN-2A Islander     | Великобритания   | Лёгкий вспомогательный самолёт | 2                |                  |

## Участие в конфликтах
- Первая мировая война[14]
- Вторая мировая война[15]
- Миссия ООН в Гаити (1993)[англ.][1]
- Вторжение США на Гренаду[16]
- Подавление мятежа на Тринидаде (1990)
- Подавление тюремного бунта на Барбадосе (2005)[1]